# Mount Bramhall
Mount Bramhall ist ein Berg auf der Thurston-Insel vor der Eights-Küste des westantarktischen Ellsworthlands. In den Walker Mountains ragt er 8 km östlich des Mount Hawthorne auf.
Seine Position wurde erstmals anhand von Luftaufnahmen der United States Navy während der Operation Highjump (1946–1947) im Dezember 1946 bestimmt. Das Advisory Committee on Antarctic Names benannte ihn nach Ervin H. Bramhall (1905–1998), Physiker bei der zweiten Antarktisexpedition (1933–1935) des US-amerikanischen Polarforschers Richard Evelyn Byrd.